# Ecastaphyllum violaceum
Ecastaphyllum violaceum là một loài thực vật có hoa trong họ Đậu. Loài này được (Aubl.) Benth. mô tả khoa học đầu tiên năm 1837.